# Дакка (аеропорт)
Міжнародний аеропорт «Хазрат Шахджалал» (ІАТА: DAC, ІКАО: VGHS) (англ. Hazrat Shahjalal International Airport; бенг. হযরত শাহ্‌জালাল আন্তর্জাতিক বিমানবন্দর, латиніз. Hôzrôt Shahjalal Antôrjatik Bimanbôndôr) — аеропорт у столиці Бангладеш, місті Дака. 

## Історія
Міжнародний аеропорт «Дака» було відкрито у 1980 році. Наступного року йому дали назву на честь колишнього президента Бангладеш Зія Зіаур Рахмана. У 2010 році уряд прем'єр-міністра Хасіни Вазед вирішив позбавити назви організацій або споруд від імені «нелегального автократичного правителя» Зіаур Рахмана. Аеропорт отримав нову назву — «Хазрат Шахджалал» на честь суфійського святого Хазрата шаха Джалала. Код аеропорту ІКАО також змінився з VGZR на VGHS.

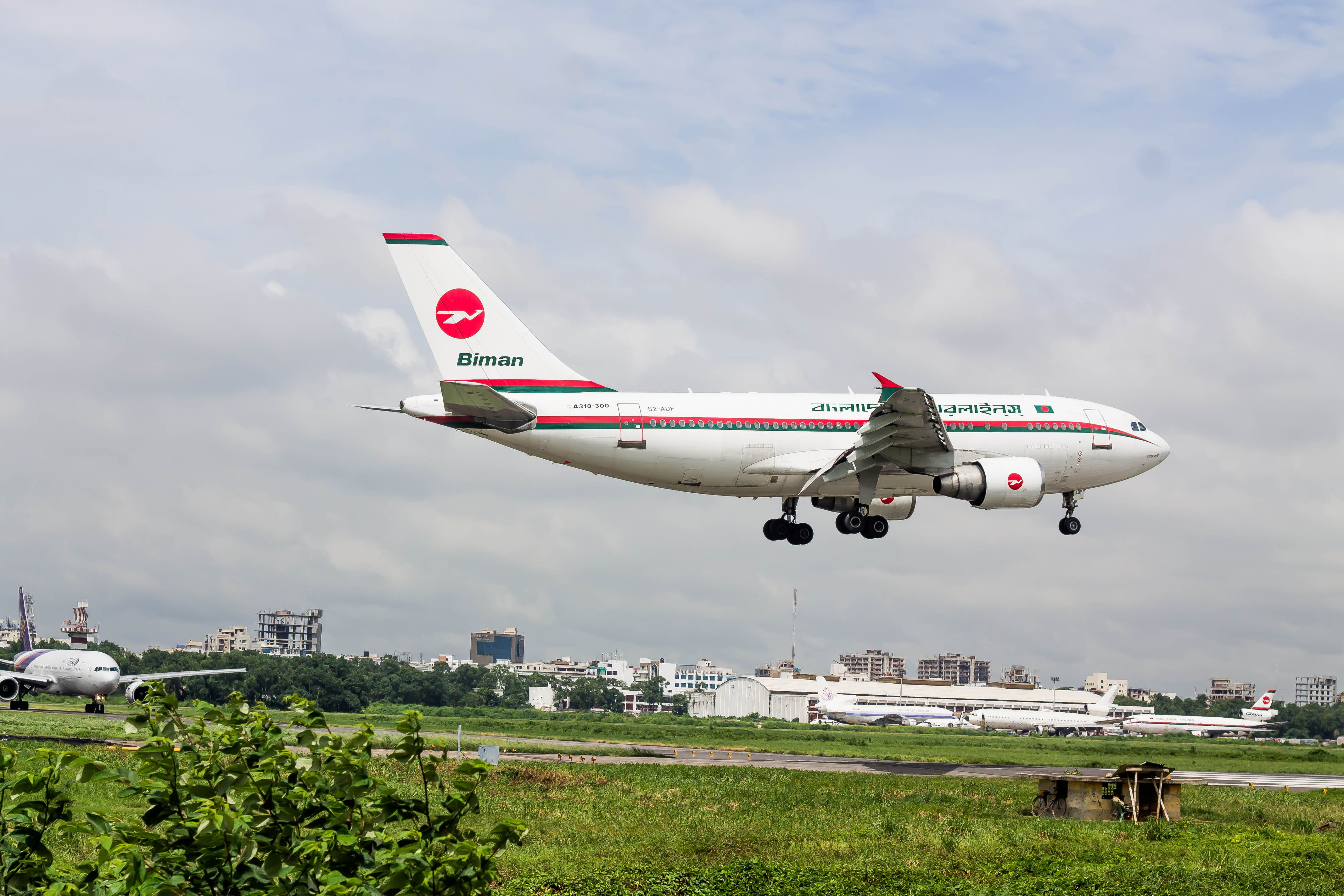
Biman

Це основний аеропорт таких Бангладеських авіакомпаній, як: Biman Bangladesh Airlines, United Airways, першої GMG Airlines, колишньої Best Air.
Площа аеропорту 8 км². Приблизно 52 % усіх авіапасажирів у Бангладеш проходить через цей аеропорт. Цей аеропрт також приймає понад 17 % мешканців агломерації міста Читтагонг, яке є другим за розміром у Бангладеші. Аеропорт обробляє приблизно 6,5 мільйони пасажирів і близько 300 тисяч тон вантажів щорічно.
Аеропорт має термінали, ангари, технічні зони, складські приміщення. Аеропорт сполучає Даку з усіма найбільшими містами Бангладешу і понад 24 міста на двох континентах.

## Авіакомпанії і міста призначення
- AirAsia X (Куала-Лумпур, чартерні рейси).
- Air India (Колката)
- Air-India Express (Колката, Мумбаї)
- Air Arabia (Шарджа (місто))
- Biman (Абу-Дабі, Бангкок, Бахрейн, Гонконг, Даммам, Делі, Джидда, Доха, Дубай, Ер-Ріяд, Карачі, Катманду, Кокс-Базар, Колката, Куала-Лумпур, Кувейт, Лондон, Маскат, Рим, Сінгапур, Сілет, Читтаґонґ)
- British Airways (Лондон)
- Dragonair (Гонконг)
- Druk Air (Бангкок, Паро)
- Emirates (Дубай)
- Gulf Air (Бахрейн)
- Jet Airways (Делі, Колката)
- Kang Pacific Airlines[en] (Маніла, Фуджейра)
- Kuwait Airways (Кувейт)
- Malaysia Airlines (Куала-Лумпур)
- Pakistan International Airlines (Карачі)
- Qatar Airways (Доха)
- RAK Airways[en] (Рас-ель-Хайма)
- Saudi Arabian Airlines Даммам, Джидда, Медіна, Ер-Ріяд)
- Singapore Airlines (Сінгапур)
- Thai Airways International (Бангкок)
- United Airways[en] (Бангладеш)|United Airways]] (Барісал, Джессур, Кокс-Базар, Колката, Сілет, Читтаґонґ)
- Yemenia[en] (Сана)

## Майбутні авіалінії
Деякі авіакомпанії бажають відкрити авіалінії у Міжнародному аеропорту «Дака»:
- Airblue (Карачі)
- Lion Air (Джакарта)
- Oman Air (Маскат)
- Sri Lankan Airlines (Коломбо, Катманду)

## Вантажні авіакомпанії
- Air France Cargo
- Biman Cargo
- Bismillah Airlines
- British Airways World Cargo
- Cathay Pacific Cargo
- Emirates SkyCargo[en]
- Empost
- FedEx
- Qatar Airways Cargo
- Saudi Arabian Airlines Cargo
- Singapore Airlines Cargo
- TransGlobal Airways[en]
- Yangtze River Express

## Колишні авіакомпанії
- Аерофлот
- Словацькі авіалінії[en]
- Best Air (Бангкок, Джайпур, Колката, Коломбо, Куньмін)
- BOAC
- Burma Airways[en]
- Cosmic Air
- GMG Airlines[en] (Барісал, Кокс-Базар, Делі, Джессур, Колката, Куала-Лумпур, Сілгет, Читтаґонґ)
- Interflug
- Iran Air
- Iraqi Airways
- KLM
- Korean Air Cargo
- Royal Nepal Airlines
- Uzbekistan Airways

## Нещасні випадки
При польоті з Читтагонгу 5 серпня 1984 року Biman Bangladesh Airlines потерпів аварію біля аеропорту у болотах. Всі 45 пасажирів і 4 члена екіпажа Fokker F-27 загинули.